# Танака Йоко
Танака Йоко (яп. 田中 陽子; нар. 30 липня 1993) — японська футболістка. Вона грала за збірну Японії.

## Клубна кар'єра
У 2012 році дебютувала в «МЛАК Кобе Леонесса». 2015 року вона перейшла до «Нодзіма Стелла Канаґава Саґаміхара». 2019 року підписала контракт з клубом «Sporting Huelva».

## Кар'єра в збірній
У червні 2013 року, її викликали до національної збірної Японії на Algarve Cup. На цьому турнірі, 6 березня, вона дебютувала в збірній у поєдинку проти Норвегії. У 2013 році зіграла 4 матчі в національній збірній.

## Статистика виступів
| Збірна Японії | Збірна Японії | Збірна Японії |
| Рік           | Матчі         | Голи          |
| ------------- | ------------- | ------------- |
| 2013          | 4             | 0             |
| Загалом       | 4             | 0             |